# Copa de Europa de baloncesto 1982-83
La vigésimo sexta edición de la Copa de Europa de Baloncesto fue ganada por el equipo italiano del Squibb Cantù, que lograba su segundo título consecutivo, derrotando en la final al también equipo italiano del Billy Milano, en una final disputada en el Palais des Sports de Grenoble. Se volvió al sistema de competición de eliminatorias a doble vuelta previas a la fase de semifinales, que se había abandonado en la Temporada 1975-76.

## Primera ronda
| Equipo 1                    | Agr.    | Equipo 2                    | Ida    | Vuelta |
| --------------------------- | ------- | --------------------------- | ------ | ------ |
| Murray Edinburgh            | 145-155 | Fribourg Olympic            | 74–78  | 71–77  |
| T71 Dudelange               | 97-203  | Ford Cantù                  | 51–99  | 46–104 |
| Partizani Tirana            | 154-171 | Honvéd                      | 90–81  | 64–90  |
| Union Récréation Alexandria | 110-154 | Cibona                      | 58–65  | 52–89  |
| Ammerud                     | 123-222 | Nationale-Nederlanden Donar | 56–106 | 67–116 |
| UBSC Wien                   | 140-179 | Maccabi Elite               | 63–85  | 77–94  |
| Sutton & Crystal Palace     | 173-171 | Saturn Köln                 | 75–74  | 98–97  |
| Alvik                       | 188-191 | Real Madrid                 | 93–99  | 95–92  |
| Turun NMKY                  | 167-149 | VŠ Praha                    | 90–63  | 77–86  |
| BMS                         | 140-238 | CSKA Moscú                  | 67–114 | 73–124 |
| Panathinaikos               | 125-167 | Moderne                     | 58–55  | 67–112 |
| Eczacıbaşı                  | 154-190 | Billy Milano                | 82–86  | 72–104 |

## Segunda ronda
| Equipo 1                    | Agr.    | Equipo 2      | Ida    | Vuelta |
| --------------------------- | ------- | ------------- | ------ | ------ |
| Fribourg Olympic            | 154-220 | Ford Cantù    | 75–112 | 79–108 |
| Honvéd                      | 187-209 | Cibona        | 89–87  | 98–122 |
| Nationale-Nederlanden Donar | 144-157 | Maccabi Elite | 76–69  | 68–88  |
| Sutton & Crystal Palace     | 170-192 | Real Madrid   | 89–81  | 81–111 |
| Turun NMKY                  | 163-220 | CSKA Moscú    | 71-89  | 92–131 |
| Moderne                     | 143-171 | Billy Milano  | 64–85  | 79–86  |

## Fase de semifinales
|  | Dos primeros avanzan a la final. |

|    | Equipo        | Par. | Pts. | G | P  | PF  | PC  |
| -- | ------------- | ---- | ---- | - | -- | --- | --- |
| 1. | Ford Cantù    | 10   | 17   | 7 | 3  | 856 | 762 |
| 2. | Billy Milano  | 10   | 17   | 7 | 3  | 796 | 766 |
| 3. | Real Madrid   | 10   | 16   | 6 | 4  | 901 | 853 |
| 4. | CSKA Moscú    | 10   | 15   | 5 | 5  | 849 | 856 |
| 5. | Maccabi Elite | 10   | 15   | 5 | 5  | 866 | 839 |
| 6. | Cibona        | 10   | 10   | 0 | 10 | 792 | 984 |

## Final
| 24 de marzo de 1983 | Ford Cantù                                     | 69–68       | Billy Milano                  | |  |
|                     | Parciales: 29-22, 40–46                        |             |                               | |  |
|                     | Estadísticas Antonello Riva, Wallace Bryant 18 | Reporte Pts | Estadísticas 20 John Gianelli | Pabellón: Palais des Sports, Grenoble Asistencia: 12.000 espectadores Árbitros: Yvan Mainini (FRA), Lubomir Kotleba (CHE) |  |

| Campeón de la Copa de Europa 1982–83 |
| ------------------------------------ |
| Ford Cantù 2º título                 |